# Edding

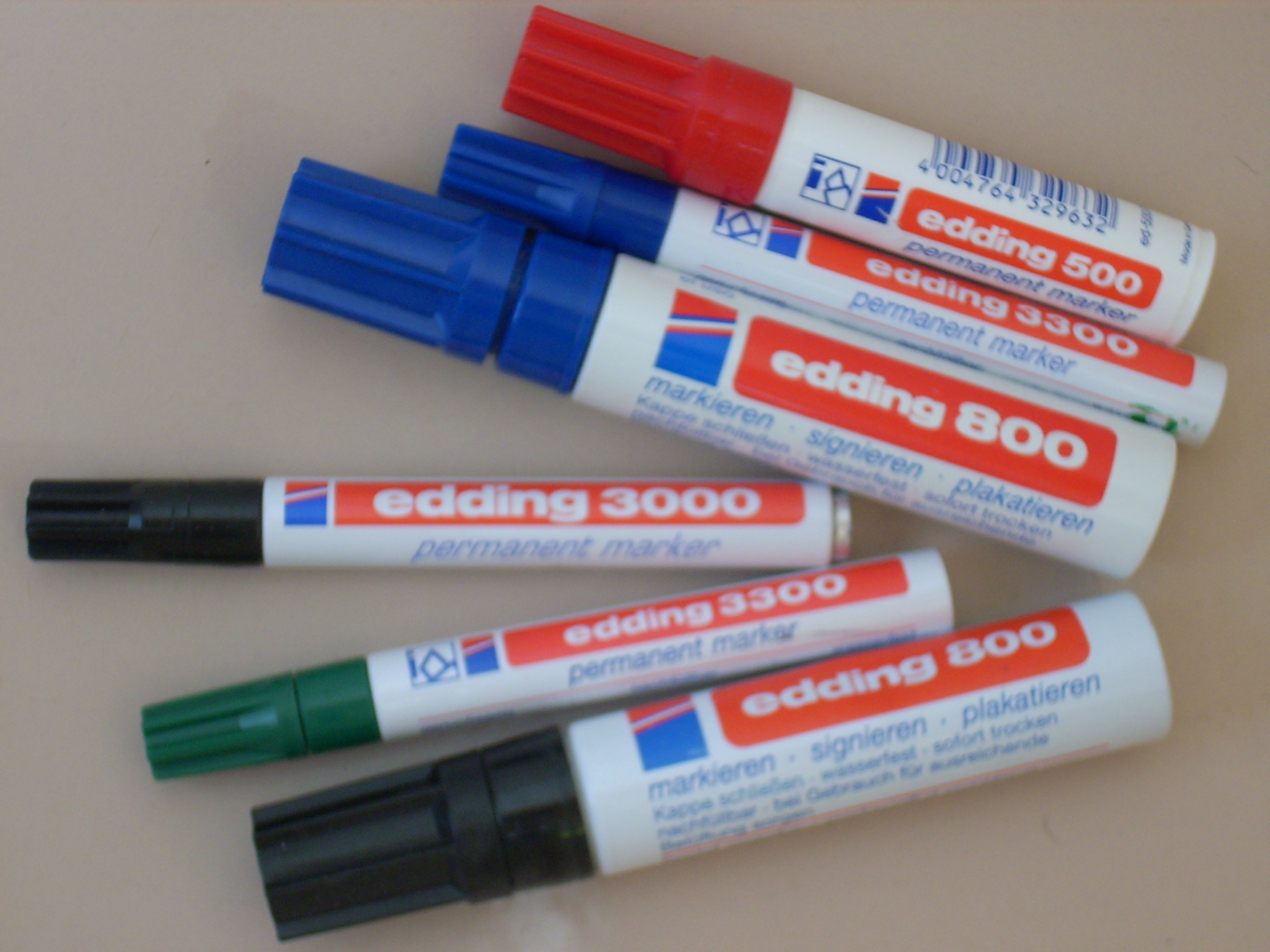
Modell 3000, 3300, 500, 800

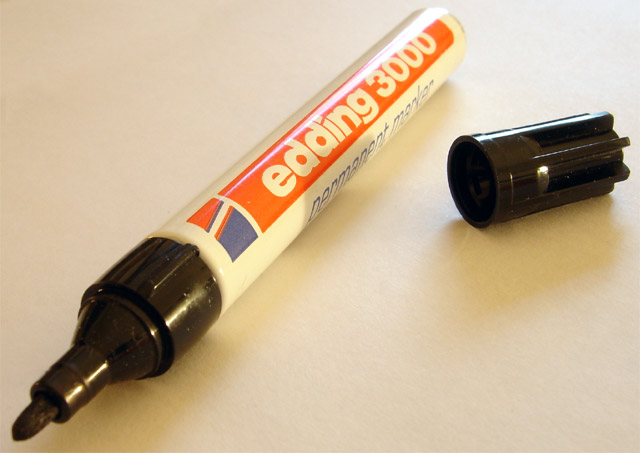
Offener Edding

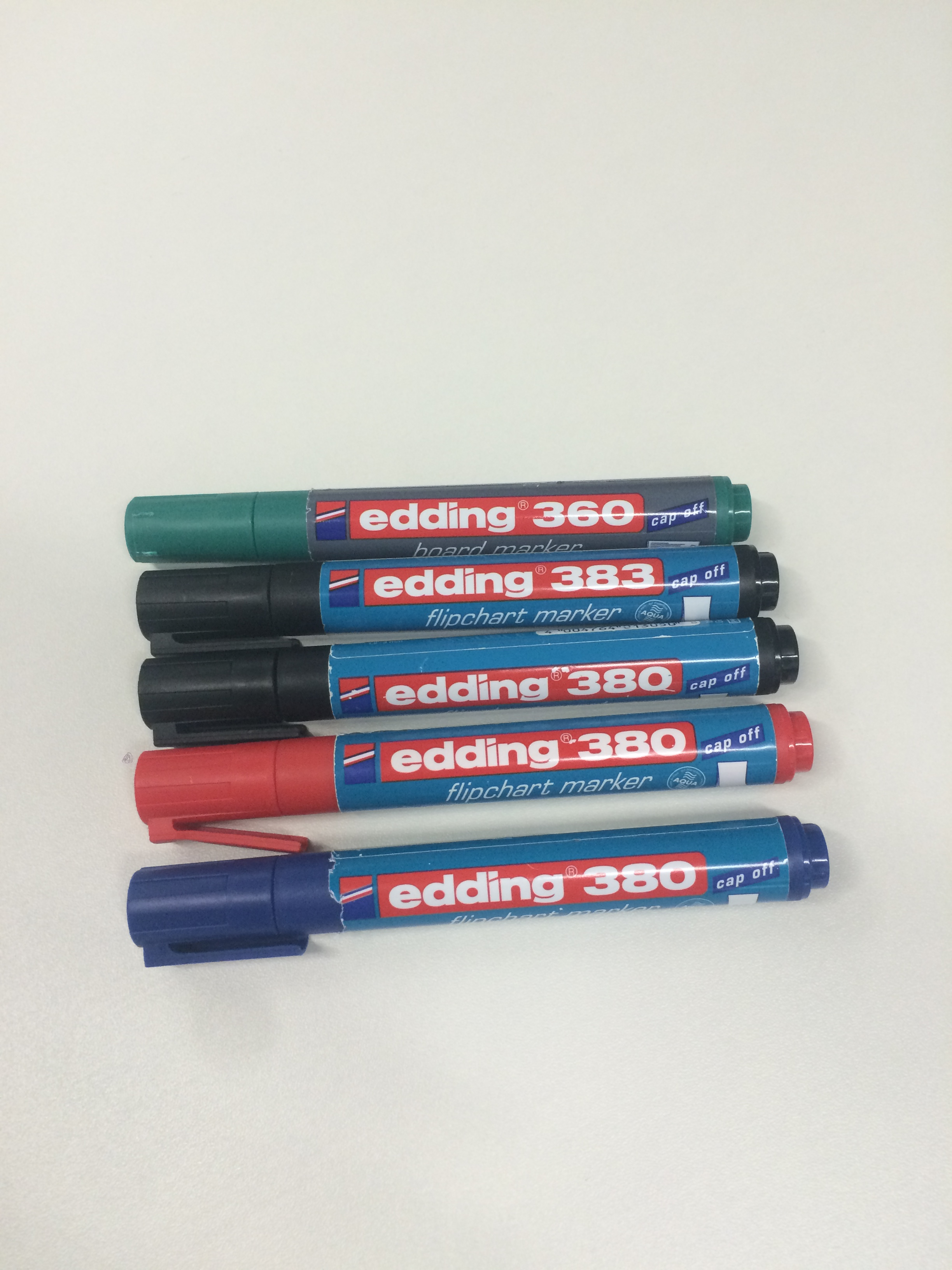
edding Flipchart Marker

Die Edding AG (Eigenschreibweise: edding) ist ein börsennotierter Schreibwarenhersteller mit Sitz in Ahrensburg.
Edding ist der Handelsname für Filzstifte, Marker und andere Schreibgeräte sowie für Farbsprays und bis März 2023 auch für Nagellack. Edding-Stifte gibt es in verschiedenen Farben und Strichstärken zu kaufen. Der ursprüngliche Familienname Edding ist zum Gattungsnamen geworden.

## Unternehmen
Das Unternehmen wurde 1960 in Hamburg-Barmbek von Carl-Wilhelm Edding (1930–2021) und Volker Detlef Ledermann (1932–2021) mit einem Startkapital von 500 DM gegründet. Die beiden Firmengründer einigten sich auf den Firmennamen Edding, da sie diesen für einprägsamer und internationaler hielten. Zunächst betrieben sie lediglich einen Import von Filzschreibern aus Japan, bis sie mit dem Marker „Edding No. 1“ ein erstes eigenes Produkt anboten und einen großen Markterfolg erzielen konnten. Bedeutsam waren diese Marker zunächst nur für den Bereich Lagerwirtschaft und Speditionen, bis sie auch in den Bereichen Bürowirtschaft, Werkstätten und Ateliers Einzug fanden, weil sie durch ihre besondere Beschaffenheit auch an heißen, fettigen oder feuchten Oberflächen eingesetzt werden konnten. Die Produktpalette des Unternehmens wurde bis heute auf etwa 200 Marker-Typen ausgeweitet.
1965 wurden unter der Marke „planMASTER“ Produkte (Präsentationstafeln) der visuellen Kommunikation in das Sortiment genommen. Fünf Jahre später wurde der Hauptsitz nach Ahrensburg verlegt. Seit dem Jahr 1986, dem Jahr des Ausstiegs Carl-Wilhelm Eddings aus dem Unternehmen, werden die Aktien des Unternehmens an der Börse in Frankfurt am Main gehandelt. Im gleichen Jahr erfolgte der Bau des Vertriebs- und Logistikzentrums in Wunstorf.
Bis 1992 war Edding als reines Vertriebsunternehmen tätig. Nach dem Erwerb der ostdeutschen Marke „Markant“ aus Singwitz bei Bautzen wurde 1993 in Bautzen unter der Tochtergesellschaft „V. D. Ledermann & Co. GmbH“ der erste eigene Produktionsbetrieb in Deutschland errichtet. 2016 hatte es ein Fertigungsvolumen von 85 Millionen Stück jährlich. Das Werk nimmt auch den Status eines Kompetenzzentrums in der Unternehmensgruppe ein.
Die niederländische Firma „LEGA Industrie B.V.“ in Lochem wurde 1998 übernommen und die beiden Sortimente LEGA und planMaster werden 1999 unter der Marke Legamaster weitergeführt. Mit der Übernahme entstanden auch die Niederlassungen „Edding Lega International B.V.“ in den Niederlanden und in Mechelen in Belgien. 2000 begann die weitere Expansion und es entstanden Niederlassungen in Italien (bis 2010), Griechenland und Argentinien und seit 2001 in Frankreich und der Türkei. Zur Edding AG als operative Holding gehören heute Tochterfirmen in 10 Ländern. Der Edding International GmbH obliegt die Produktion und der Vertrieb.
Im Februar 2010 gliederte Edding den deutschen Vertrieb für visuelle Kommunikation wieder in die Legamaster GmbH aus. Das größte Umsatzwachstum erzielt das Unternehmen mit E-Boards, interaktiven weißen Tafeln, auf denen Eingaben auf Whiteboardflächen digitalisiert und an Computersysteme übertragen werden. Im Bereich der Marker erfolgt die Einführung der Untermarke „Edding Funtastics“ für Kinder ab 6 Jahren.
Geführt wird das Unternehmen seit 2005 von Per Ledermann (Sohn des Mitgründers Volker Ledermann).

## Aktionärsstruktur
(Stand: 8. Juli 2024)
- Stammaktien:
  - 600.000 Stück – 100 Prozent Fam. Ledermann

- Vorzugsaktien:
  - 455.815 Stück Gesamt
    - 365.898 Stück = 80,3 Prozent Fam. Ledermann
    - 89.917 Stück = 19,7 Prozent Streubesitz

## Marken

### Edding
In Deutschland wird der Begriff „Edding“ auch als Gattungsname für Permanentmarker verwendet. Daneben vertreibt Edding auch Lackstifte unterschiedlicher Strichstärke, edding permanent spray und Farbe unter dem Begriff paint marker. Bis Ende März 2023 wurden auch Nagellacke unter dem Namen L.A.Q.U.E vertrieben.

### Legamaster
Legamaster ist der Handelsname der Edding AG für Büroeinrichtungen im Bereich visuelle Kommunikation, beispielsweise zur Ausstattung von Konferenz- oder Seminarräumen, z. B. Flipcharts, Whiteboards und E-Learning und entstand aus der Zusammenlegung der Sortimente „LEGA“ und „planMaster“.

### Edding+Elried
edding+elried ist die Kooperation der Edding AG mit der Elried Markierungssysteme GmbH. Unter dieser Marke werden industrielle Drucksystem entwickelt, mit denen unter anderem in der Produktion Haltbarkeitsdaten und Chargennummern aufgedruckt werden.

## Trivia
Edding eröffnete am 1. Oktober 2020 im Chilehaus sein erstes Tattoo-Studio in der Hamburger Innenstadt. Das Unternehmen „verarbeitet dort selbstentwickelte, EU-konforme Tattoofarben“.